# Змієва Новинка
Змієва Новинка (рос. Змеева Новинка) — присілок у Кіриському районі Ленінградської області Російської Федерації.
Населення становить 8 осіб. Належить до муніципального утворення Будогощенське міське поселення.

## Історія
Згідно із законом від 1 вересня 2004 року № 49-оз органом  місцевого самоврядування є Будогощенське міське поселення.

## Населення
| 1879 | 1885 | 1910 | 1928 | 1965 | 1997 | 2002 |
| ---- | ---- | ---- | ---- | ---- | ---- | ---- |
| 175  | ↗179 | ↗422 | ↘175 | ↘84  | ↘19  | ↘15  |
| 2007 | 2010 | 2017 |      |      |      |      |
| ↘14  | ↘11  | ↘8   |      |      |      |      |